# Margot Wittkower
Margot Wittkower (geboren als Margot Holzmann 28. August 1902 in Berlin; gestorben 3. Juli 1995 in Manhattan) war eine deutschamerikanische Kunsthistorikerin.

## Leben
Margot Holzmann machte eine Lehre als Möbeltischlerin und hatte Unterricht an der Kunstgewerbeschule Berlin. Als Jugendliche lernte sie den Berliner Studenten der Kunstgeschichte Rudolf Wittkower kennen, der einen britisch-deutschen Vater hatte.
Sie arbeitete kurz bei einem Landschaftsarchitekten und heiratete 1923, aus der Ehe stammte der Sohn Mario Max Witt (1925–1994).
1932 hatte sie einen Unterrichtsauftrag als Werklehrerin an der Odenwaldschule in Oberhambach, während ihr Mann an der Universität Köln als Assistent arbeitete. Nach der Machtergreifung der Nationalsozialisten wurden beide entlassen und zogen nach London.
Margot Wittkower arbeitete als Innenraumdesignerin und Möbeldesignerin und entwickelte einen an Palladio orientierten Stil. 1956 zogen sie in die USA. Sie gab zusammen mit ihrem Mann mehrere Bücher zur italienischen Kunstgeschichte heraus. Nach dem Tod Rudolf Wittkowers lektorierte sie den ersten Band der Werkausgabe seiner Schriften.

## Schriften
- mit Rudolf Wittkower: Born under Saturn: The Character and Conduct of Artists. London: Weidenfeld & Nicolson, 1963
  - Künstler. Außenseiter der Gesellschaft. Übersetzung Georg Kauffmann. Berlin : Kohlhammer, 1965
  - Übersetzungen ins Französische, Italienische, Spanische, Ungarische
- mit Rudolf Wittkower (Hrsg.): The Divine Michelangelo: the Florentine Academy's Homage on his Death in 1564. London: Phaidon Publishers, 1964
- mit George R. Collins, Rudolf Wittkower (Hrsg.): Gothic vs. Classic: Architectural Projects in Seventeenth-century Italy. New York : G. Braziller, 1974